# Det Sorte Geomuseum
Det Sorte Geomuseum er et naturhistorisk museum i Gedser på det sydligste Falster. Museet viser fossiler, mineraler, bjergarter og rav. Gedsers geomuseum viser også flere korte film om geologi. Museet har også skiftende særudstillinger om geologiske perioder, bjergarter og lignende. Siden 2007 er museets inspektør Palle Gravesen, der er uddannet både geolog og biolog.

## Historie
I 1987 blev der i nogle montrer på Gedser Bibliotek udstillet forsteninger og rav fundet af en privat samler. I 1989 blev Lokalgeologisk Samling dannet, og i 1993 åbnede et egentligt museum på biblioteket med en samling af lokale fund af forsteninger og rav med insekter. Biblioteket lukkede efter kommunalreformen i 2007, og museet har været drevet af frivillige lige siden. Samme år blev en af de største private samlinger af sten og mineraler i Norden flyttet til museet.
I 2010 blev museet udvidet med flere montrer og større udstillingsareal.

## Udstilling
Museet råder over verdens største slebne stjernealmadin, som kaldes Nordstjernen. Den findes i en stor samling af granat og kvarts. Derudover findes en lang række andre mineraler og bjergarter.
Udstillingen af fossilerne viser udviklingen af dyrelivet fra tidlige organismer til store komplekser livsformer. Den del af samlingen regnes for hovedattraktionen og rummer bl.a. sjældne søpindsvin. Derudover er der fossiler af bl.a. blæksprutter, koralrev, snegle, hajer og mammutter.
Desuden er der stykker fra svenske vulkaner samt rav med indkapslede insekter.

## Ekstern henvisning
- Det Sorte Geomuseum er på Facebook.